# Église de Dieu Ministérielle de Jésus-Christ Internationale
L'Église de Dieu Ministérielle de Jésus-Christ Internationale («Iglesia de Dios Ministerial de Jesucristo Internacional» en espagnol) est une association chrétienne évangélique internationale d'églises charismatiques, basée à Bogota, Colombie. Son dirigeant est la pasteur Maria Luisa Piraquive, et le pasteur général est le sénateur colombien Carlos Alberto Baena.

## Histoire

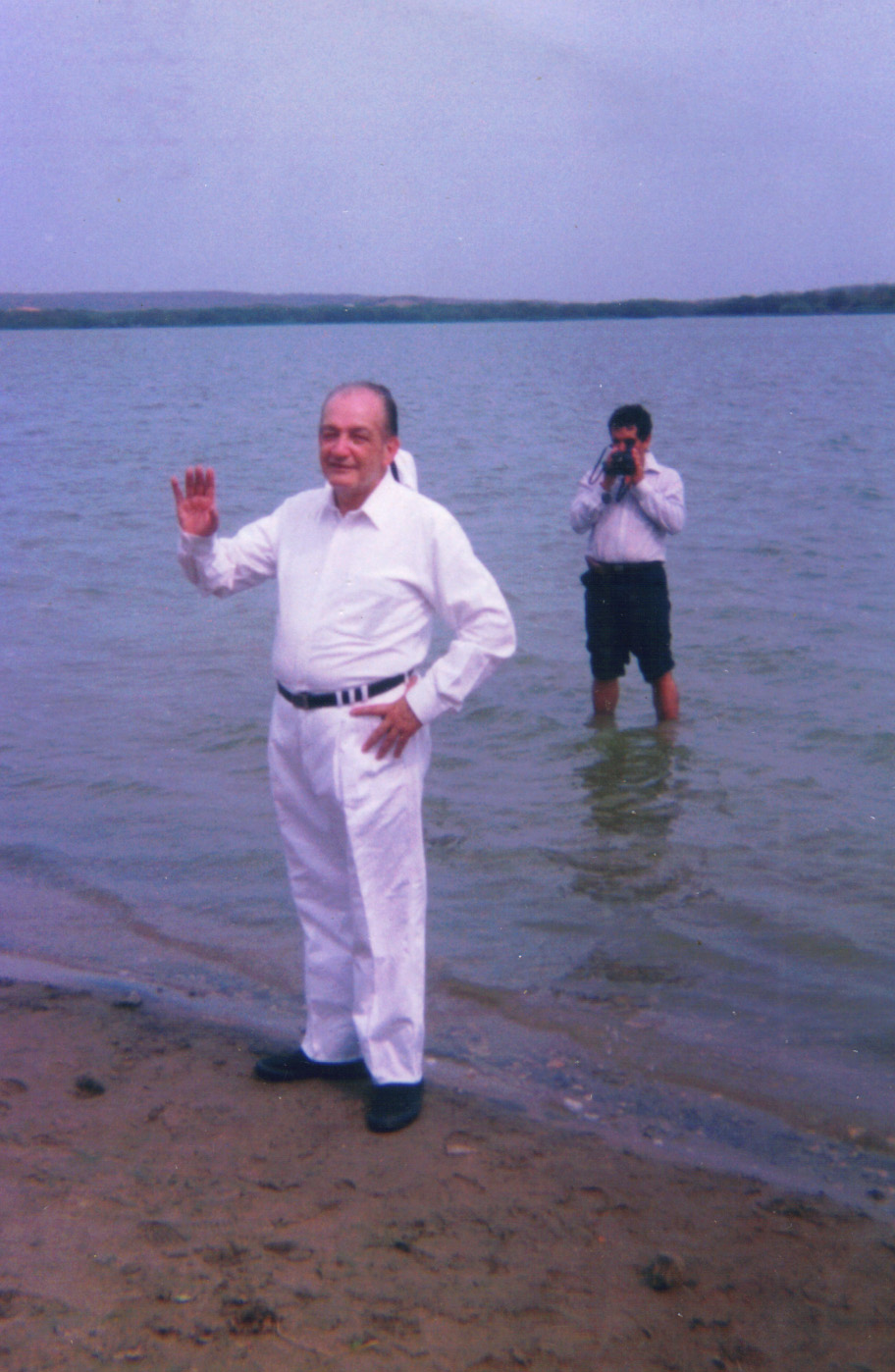
Luis Eduardo Moreno lors d'un baptême

Luis Eduardo Moreno et sa mère María Jesús Moreno ont été prédicateurs dans différentes églises avant de fonder l’Église de Dieu Ministérielle de Jésus-Christ Internationale , . Après son mariage en 1966, son épouse María Luisa Piraquive se joignit à eux.
Luis Eduardo eu certains désaccords avec des leaders de diverses dénominations évangéliques dans lesquels il a travaillé, en raison du fait qu'il était préoccupé par la croissance des églises à sa charge.

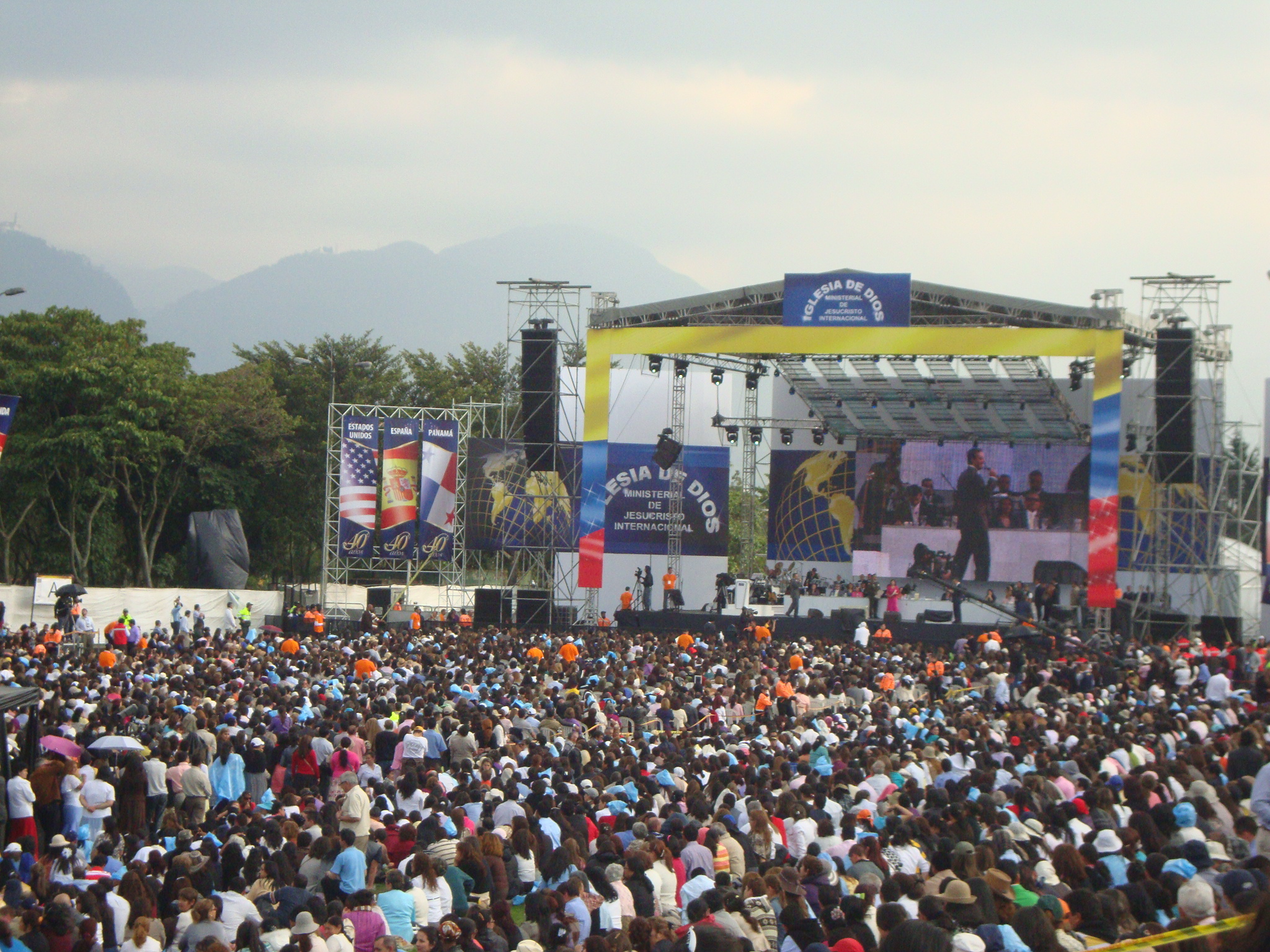
Culte à Bogotá, Colombie.

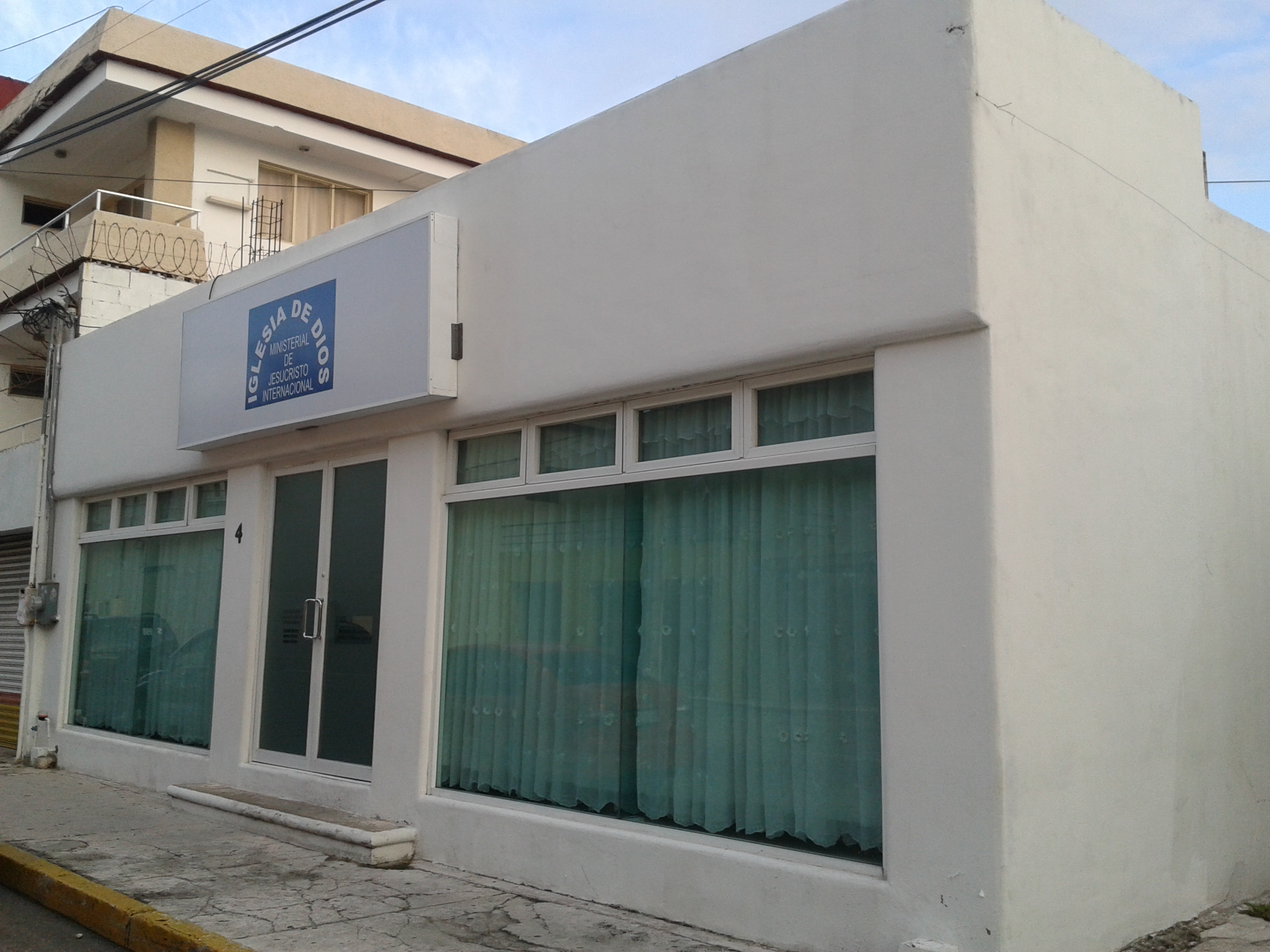
Église à Cancún, Mexique.

Déçu par les désaccords permanents avec les dirigeants des confessions dans lesquelles ils se rassemblaient, les membres de la famille Moreno Piraquive ont décidé de ne pas assister à une église et ont préféré prier chez eux.
En 1972, dans une réunion d’un petit groupe de quatre personnes rassemblées dans la maison de la famille Moreno Piraquive, ils ont connu la première prophétie de Dieu pour l'Église de Dieu Ministérielle de Jésus-Christ Internationale. Dans la prophétie, Dieu leur a donné des instructions sur la façon de diriger l'église.
En 2017, elle comptait 1,000 églises dans le monde .
L'Église de Dieu Ministérielle de Jésus-Christ Internationale est engagée à droite et détient une émanation politique, le parti Mira. Elle soutient le candidat conservateur Federico Gutiérrez pour l'élection présidentielle de 2022.

## Croyances
L'association a une confession de foi charismatique , .

## Publications
La publication Zion International est le magazine officiel de l'Église de Dieu Ministérielle de Jésus-Christ Internationale. Elle couvre des sujets bibliques et les activités de l'église. Ce magazine est une publication trimestrielle, écrit à la fois en anglais et en espagnol.

## Foundation Internationale Marie Louise d'Moreno
L'église offre de l'aide sociale, comme des programmes éducatifs et des services de santé, dans les pays où elle est présente, principalement en Colombie. L'un des moyens par lesquels l'Église accomplit cette activité est le Foundation Internationale Marie Louise d'Moreno, une institution philanthropique fondée en 2000 sous les slogans «Aide à tous les niveaux», «Architectes du cœur» et actuellement «Aider c'est notre travail». Cette ONG est responsable de la distribution de nourriture et les activités liées aux services éducatifs et sociaux.
La fondation opère dans une dizaine de pays, en particulier dans les pays hispaniques.